# Astasiella peranemiformis
Astasiella peranemiformis, secondo una classificazione filogenetica (Skvortzov, 1958) è una specie del supergruppo Excavata appartenente alla famiglia Astasiaceae.

## Caratteristiche
Astasiella peranemiformis vive esclusivamente in acqua dolce, ed è stata ritrovata in alcune pozze lacustri della Manciuria...

## Classificazioni alternative
Una classificazione ormai non più accettata (Cavalier-Smith) inserisce questa specie nella famiglia delle Astasiidae, sottordine Rhabdomonadina, ordine Natomonadida, sottoclasse Anisonemia, classe Peranemea, superclasse Spirocuta, infraphylum Dipilida, subphylum Euglenida, phylum Euglenozoa, sottoregno Eozoa, Regno Protozoa, finché non si è scoperto che tali gruppi sono parafiletici.
Una seconda classificazione non accettata inserisce tale specie nel genere Peranema,famiglia delle Peranemataceae, ordine Peranemida, sottoclasse Peranemia, classe Peranemea, superclasse Spirocuta, infraphylum Dipilida, subphylum Euglenida, phylum Euglenozoa, sottoregno Eozoa, Regno Protozoa, finché non si è scoperto che tali gruppi sono parafiletici.